# Steins;Gate
Pour les articles homonymes, voir Steins.
Ne doit pas être confondu avec Steins;Gate 0.
Steins;Gate (シュタインズ・ゲート, Shutainzu Gēto) est un visual novel japonais développé par 5pb. et Nitroplus appartenant à la série de visual novels Science Adventure, commercialisé à partir du 15 octobre 2009 au Japon sur Xbox 360. C'est la deuxième fois que ces deux sociétés ont collaboré, après Chaos;Head NoAH et avant Robotics;Notes. Il a ensuite été porté sur Windows le 26 août 2010, sur PlayStation Portable le 23 juin 2011, sur iOS le 25 août 2011, sur PlayStation 3 le 24 mai 2012, sur PlayStation Vita le 14 mars 2013 et sur Android le 27 juin 2013. Le jeu est décrit par l'équipe de développement comme étant un « jeu d'aventure et de science hypothétique » (想定科学 ADV, Sōtei Kagaku ADV). Le designer du jeu n'est autre que Huke, le créateur de Black Rock Shooter, un personnage bien connu des fans de Vocaloid. Plusieurs jeux vidéo faisant suite au jeu original ont également été commercialisés.
Le jeu a été adapté en manga dessiné par Sarachi Yomi et publié dans le magazine Monthly Comic Alive de l'éditeur Mag Garden depuis le 26 septembre 2009. D'autres séries mangas dérivées ont ensuite vu le jour. Une adaptation en série télévisée d'animation produite par White Fox a été diffusée entre avril et septembre 2011, et distribuée en France par Dybex. Un film d'animation a aussi été diffusé en avril 2013.
Un jeu vidéo faisant suite à l'histoire, intitulé Steins;Gate 0, est commercialisé au Japon le 10 décembre 2015. Un anime homonyme a été diffusé à partir d'avril 2018. La diffusion de celui-ci s'est terminée en septembre de la même année.

## Synopsis

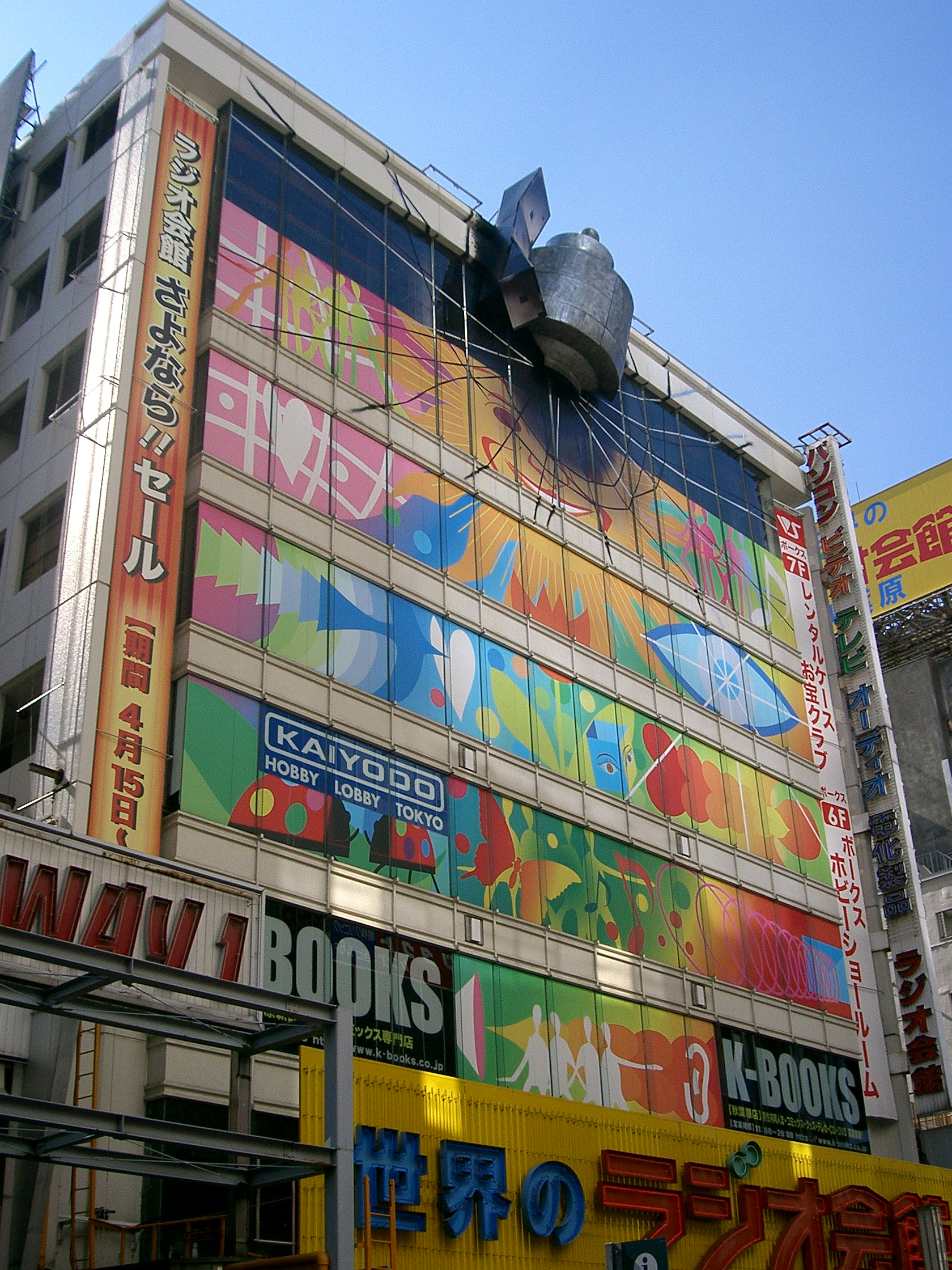
Une maquette promotionnelle de la machine à voyager dans le temps qui s'est écrasée sur le bâtiment de Radio Kaikan à Akihabara.

L'histoire de Steins;Gate se déroule dans le quartier otaku d'Akihabara, et porte sur un groupe d'amis qui ont transformé leur micro-ondes par inadvertance en dispositif pouvant envoyer des messages texte vers le passé. Dans le but de comprendre ce phénomène ils effectuent différentes expériences concernant le voyage dans le temps. Ils sont vite traqués par le centre de recherche SERN, qui réalise ses propres recherches sur les voyages temporels. Rintaro va donc utiliser la capacité du four à micro-ondes et se rendre rapidement compte que chaque modification du passé a un impact irréversible sur le présent, à cause de la théorie des lignes d'univers.

## Personnages
Rintaro Okabe (岡部 倫太郎, Okabe Rintarō) alias Hououin Kyouma
Voix japonaise : Mamoru Miyano, voix française : Marc Wilhelm
Personnage principal de Steins;Gate, il a 18 ans, il s'est auto-proclamé Mad Scientist (savant-fou en français) et est surnommé Okarin ou Kyouma par ses amis. C'est un homme excentrique, un peu dérangé et paranoïaque, puisqu'il se croit épié par une société secrète qu'il nomme "l'organisation". Il se promène toujours en blouse blanche et possède une capacité spéciale, le Reading Steiner, permettant de garder sa mémoire lorsqu'il change le cours du temps. Il enquête avec ses amis sur les faits et gestes du SERN et est prêt à tout pour protéger ceux qui lui sont chers ; c'est l'amoureux secret de Kurisu. Il prononce souvent l'expression dénuée de sens « El Psy Kongroo », et pense qu'une force supérieure (qu'il appelle la Steins Gate) le guide et le protège. Son comportement évolue au fil de la série : de joyeux et bavard au début, il devient taciturne et maussade vers la fin, à cause des versions tragiques de la réalité qu'il a vécu : malgré tout, sa volonté est de fer et il possède un grand sens du sacrifice. Il est le fondateur de la résistance anti-SERN dans le futur. Lors du début de Steins;Gate 0, Okarin ne se prendra plus pour Hououin Kyouma et souffrira de la mort de Kurisu, pour retrouver sa personnalité lors de l'épisode 23 de Steins;Gate 0.
Kurisu Makise (牧瀬 紅莉栖, Makise Kurisu) alias Christina
Voix japonaise : Asami Imai, voix française : Sarah Cornibert
Jeune scientifique de 18 ans, elle travaille aux États-Unis et a déjà été publiée dans la célèbre revue Science. Okabe la retrouve morte au début de l'anime, mais une modification du passé permet d'éviter sa mort prévue. Elle devient rapidement le centre d’intérêt d'Okabe, jusqu'à ce que les deux commencent à s'aimer à la fin du séjour au Japon de la chercheuse. D'un caractère difficile mais sincère, elle s'apparente à une tsundere, ce qui est une source de moquerie pour les personnages. C'est une étudiante cartésienne et méthodique qui entre en permanent conflit avec la folie exubérante et explosive d'Okabe, qu'elle n'hésite pas à frapper avec un gros livre. Ses connaissances scientifiques et ses raisonnements logiques sont très utiles au groupe de recherche. Elle avoue que si elle reste avec eux, c'est à cause de l'ambiance spéciale et potache qu'elle y trouve, à l'opposé des grands laboratoires étrangers qu'elle trouve moroses et ennuyeux.
Mayuri Shiina (椎名 まゆり, Shiina Mayuri) alias Mayushii
Voix japonaise : Kana Hanazawa, voix française : Jessica Barrier
Meilleure amie de Rintaro, elle est fan de cosplay et travaille avec Faris dans un café, appelé MayQueen+Nyan². Elle fabrique des costumes de cosplay et les fait porter à Luka ou à Kurisu. Elle chantonne souvent l'interjection "tutturu" pour dire bonjour et parle souvent d'elle à la troisième personne. Un peu étrange, lunatique et d'un naturel paisible, Okabe a juré de la protéger depuis la mort de sa grand-mère. Dans beaucoup de lignes temporelles elle meurt soit accidentellement, soit assassinée par le SERN, chose qu'Okabe tentera de modifier quitte à s'enfermer dans une boucle temporelle.
Itaru « Daru » Hashida (橋田・ダル・至, Hashida « Daru » Itaru)
Voix japonaise : Tomokazu Seki, voix française : Laurent Pasquier
Un des meilleurs amis de Rintaro, il est parfois appelé super hacker car il a de grandes connaissances en informatique. Il aime la culture otaku (surtout les eroges) et c'est un grand fan de Faris NyanNyan. Amoureux inconditionnel de la nourriture rapide et de mangas érotiques, il apprécie grandement ses activités de paresseux, bien qu'il soit un élément clé de l'équipe. C'est le véritable père de Suzuha dans le passé, et un grand ingénieur de la résistance du futur.
Moeka Kiryu (桐生 萌郁, Kiryū Moeka) alias Shining Finger/M4
Voix japonaise : Saori Goto, voix française : Dany Benedito
Jeune femme mystérieuse et solitaire, elle doit retrouver l'IBM 5100, ancien modèle d'ordinateur, qui s'avère être une pièce clé dans l'anime, pour pouvoir voyager dans le temps. Elle est très peu bavarde et communique quasi-exclusivement avec l'aide d'un portable. Elle est très intéressée par la machine à voyager dans le temps, étant un agent secret du SERN chargé d'éliminer les membres du groupe. Elle est obnubilée par une personne surnommée FB, ce qui l'a rendu démente.
Luka Urushibara (漆原 るか, Urushibara Ruka)
Voix japonaise : Yu Kobayashi, voix française : Amandine Longeac
Jeune homme efféminé et forcé par sa sœur rebelle et son père otaku à se vêtir comme la prêtresse du sanctuaire. Il apprend les arts martiaux, et plus particulièrement le maniement de l'épée à l'aide d'Okabe. Incapable d'avouer ses sentiments, par peur d'être mal vu de par la nature homosexuelle de cet amour, il tentera d'utiliser les D-Mail pour rendre cet idylle possible. Dans cette nouvelle ligne temporelle, il devient une femme à la naissance, et reste incapable d'avouer ses sentiments à Okabe. Il finira par comprendre que changer de sexe ne changerait rien, car la relation qu'il entretenait avec Okabe était d'une nature maître-élève forte et assume désormais son homosexualité.
Faris NyanNyan (フェイリス・ニャンニャン, Feirisu Nyannyan) / Rumiho Akiha (秋葉 留未穂, Akiha Rumiho)
Voix japonaise : Halko Momoi, voix française : Delphine Saroli
C'est une jeune maid d'un café, appelé MayQueen+Nyan². Issue d'une famille fortunée, elle utilise les D-Mail pour modifier l'histoire de la ville dont ses parents furent des membres éminents. Arborant une jolie chevelure rose et une allure de chaton, elle utilise fréquemment le petit mot nyan ("miaou" en japonais) pour ponctuer ses phrases. Sa nature mignonne et innocente lui font une couverture parfaite ; c'est également une très grande joueuse de cartes au niveau national.
Suzuha Amane (阿万音 鈴羽, Amane Suzuha)
Voix japonaise : Yukari Tamura, voix française : Justine Hostekint
Amane est une jeune femme très mystérieuse, bien que joyeuse et positive. Elle se présente comme une soldate au passé trouble en quête de son père, dont elle a retrouvé la trace à Tokyo. Elle est employée par Mister Braun dans son magasin situé en dessous du laboratoire d'Okabe, bien qu'elle préfère se promener en vélo plutôt que travailler. Son regard se durcit et son corps se raidit en position de combat à chaque fois qu'elle se trouve en présence de Kurisu ; Suzuha est en réalité John Titor, le voyageur temporel, et son père n'est autre que Daru, dit Barrel Titor. Elle vient de 2036, mais habite successivement en 2010 et en 1975 pour lutter contre l'impérialisme du SERN.
Yugo Tennouji (天王寺 裕吾, Tennōji Yūgo) alias Mister Braun
Voix japonaise : Masaki Terasoma, voix française : Julien Dutel
C'est le propriétaire du laboratoire de Rintaro. Grognon et peu aimable, il n'a d'yeux que pour sa petite fille qu'il surprotège des dangers extérieurs. Il habite au rez-de-chaussée et se plaint souvent des bruits engendrés par les expériences du Mad Scientist, et augmente fréquemment son loyer. C'est un ancien voisin et ami de Suzuha dans les années 1970, mais aussi un agent du SERN connu sous le nom de FB (nom provenant des initiales de Ferdinand Braun).
Nae Tennouji (天王寺 綯, Tennōji Nae)
Voix japonaise : Ayano Yamamoto, voix française : Sandra Vandroux
C'est la fille de Yugo Tennouji. Joyeuse et naïve, c'est une enfant ordinaire. Elle s'entend bien avec Mayuri.

## Analyse de l’œuvre

### Production
Steins;Gate est le deuxième projet collaboratif entre 5pb. et Nitroplus. Le jeu a été créé avec comme idée 99 % de science et 1 % de fantaisie. Le design des personnages a été réalisé par Ryohei Fuke, aussi connu sous le surnom de Huke, alors que les gadgets l'ont été par Sh@rp. Le scénario a été écrit par Naotaka Hayashi avec l'aide de Vio Shimokura du studio Nitroplus. Tatsuya Matsuhara est le réalisateur et Tosō Pehara le directeur artistique. La musique a été composée par Takeshi Abo et Toshimichi Isoe.
Avant l'annonce du jeu, un site teaser sur le site de 5pb. annonçait le jeu en tant que Project S;G et qu'il était réalisé en collaboration avec Nitroplus. L'information avait aussi été dévoilé lors du 10e anniversaire de Nitroplus. Matsuhara avait alors annoncé que le jeu se déroulerait à Akihabara et qu'il s'agirait d'un jeu basé sur le thème des romans scientifiques (科学ノベル, Kagaku Noberu). Le 12 juin 2009, le jeu a finalement été annoncé sous le nom Steins;Gate.
À l'origine, Matsuhara souhaitait intégrer le téléphone portable du joueur dans le système de jeu. Cependant, l'idée a été abandonnée en raison des lois privées japonaises.

### Réception
Lors de la première semaine de commercialisation, le visual novel s'est classé à la treizième place des meilleures ventes avec 16434 copies, vingt-huitième lors de la deuxième semaine avec 4253 copies vendues et vingt-sixième lors de la troisième semaine avec 6095 copies, totalisant un total de 36782 exemplaires vendus en octobre 2009. La version PSP s'est classé deuxième lors de sa première semaine de commercialisation avec 63558 exemplaires. En juin 2011, 300000 exemplaires du jeu, comprenant les versions Xbox 360, Windows et PSP, ont été vendus.
Le magazine Famitsu lui a décerné le prix de l'excellence en 2009. En 2011, ce même magazine le classe cinquième meilleur jeu vidéo.
Steins;Gate a été félicité pour son scénario,, et les comédiens de doublage de la série télévisée d'animation ont été applaudis pour leur représentation des personnages.
|                           | Note                                                 | Ref    | Plateforme |
| ------------------------- | ---------------------------------------------------- | ------ | ---------- |
| Famitsu                   | 34/40                                                | [ 17 ] | PC         |
| The Visual Novel Database | 9.02 (excellent) / 10 (note moyenne)                 | [ 18 ] | PC         |
| Metacritic                | 87 / 100 (Avis généralement positifs) (note moyenne) | [ 19 ] | PC         |
| Steam                     | 97 % de critiques positives                          | [ 20 ] | PC         |
| Jeuxvideo.com             | 19 / 20                                              | [ 21 ] | PC         |

## Jeux vidéo

### Jeu original
Le jeu a été déclaré Gold le 18 septembre 2009. Une version démo, contenant le prologue et le premier chapitre de la version finale, est sortie sur le Marché Xbox Games le 7 octobre 2009 pour les abonnés Gold du Xbox Live, puis le 14 octobre 2009 pour le reste. Le jeu est ensuite sorti le 15 octobre 2009 sur Xbox 360 au Japon.
Un portage sur Windows est sorti le 26 août 2010 avec différents bonus.
Une version PlayStation Portable, contenant les différents contenus téléchargeable de la version Xbox 360 ainsi que des nouveaux thèmes de début et de fin, est sortie le 23 juin 2011.
Une version iOS est sortie le 25 août 2011.
Une version PlayStation 3 est sortie le 24 mai 2012, et une version PlayStation Vita, contenant le jeu dérivé Steins;Gate: Hiyoku Renri no Darling est sortie le 14 mars 2013.
Une version Android (En japonais uniquement) est sortie le 27 juin 2013. JAST USA prévoit de publier le jeu en Amérique du Nord.
Une re-sortie du jeu est disponible sur Steam depuis le 9 septembre 2016 en version HD avec quelque bonus en plus de la version windows.
Une nouvelle version entièrement animée intitulée Steins;Gate Elite sortie le 20 septembre 2018 au Japon sur PlayStation Vita, PlayStation 4 et Nintendo Switch puis le 19 février 2019 à l'international sur Microsoft Windows, PlayStation Vita, PlayStation 4 et Nintendo Switch accompagné de Steins;Gate: Linear Bounded Phenogram ou de 8-BIT ADV STEINS;GATE sur Nintendo Switch.

### Suites
Le jeu a eu droit à plusieurs suites.
Steins;Gate: My Darling's Embrace (STEINS;GATE 比翼恋理のだーりん), sorti le 6 juin 2011 sur Xbox 360, puis porté sur PS3, PSP, PlayStation Vita et iOS, n'est pas une suite directe mais est plutôt une série dérivée comique.
Steins;Gate: Hen'i Kuukan no Octet (STEINS;GATE 変異空間のオクテット) est une extension non canonique de la vraie fin du jeu original. Le jeu utilise un aspect graphique des jeux 8-bits. Il est sorti sur PC le 28 octobre 2011. Une adaptation en manga est également sortie.
Un troisième jeu dérivé nommé Steins;Gate: Linear Bounded Phenogram (STEINS;GATE 線形拘束のフェノグラム) est sorti le 25 avril 2013 sur Xbox 360 et PlayStation 3. Une version PlayStation Vita est prévue pour le 28 novembre 2013.
Un quatrième jeu dérivé nommé 8-BIT ADV STEINS;GATE (ファミコレADV シュタインズ・ゲート, FamicolleADV Steins;Gate) est sorti le 20 septembre 2018 au Japon sur Nintendo Switch puis à l'international en anglais le 19 février 2019.
En mars 2015, Chiyomaru Shikura annonce la production d'un jeu vidéo intitulé Steins;Gate 0, faisant office de véritable suite au jeu originel. Il s'inspire largement de la trilogie Epigraph of The Closed Curved, une série de light novel et mangas prenant place dans la ligne d'univers où Rintaro renonce à sauver Makise Kurisu. On y fait la connaissance de Hiyajou Maho, une autre scientifique collègue de Kurisu aux États-Unis. Le jeu est commercialisé le 10 décembre 2015 au Japon sur PlayStation 3, PlayStation 4 et PlayStation Vita puis en Europe le 25 novembre 2016 et aux États-Unis le 29 novembre 2016 sur PlayStation 4 et PlayStation Vita.

## Manga
En septembre 2009, une adaptation directe dessiné par Sarachi Yomi a débuté dans le magazine Monthly Comic Alive.
Plusieurs séries dérivées sont également publiées : Steins;Gate: Bōkan no Rebellion (STEINS;GATE 亡環のリベリオン, Shutainzu Gēto Bōkan no Reberion), écrit par Kenji Mizuta, est publié depuis février 2010 dans le magazine Monthly Comic Blade. Steins;Gate: Onshū no Braunian Motion (STEINS;GATE 恩讐のブラウニアンモーション, Shutainzu Gēto Onshū no Buraunian Mōshon), écrit par Takeshi Mizoguchi, est publié dans le magazine web Comic Clear. Steins;Gate: Shijō Saikyō no Slight Fever (STEINS;GATE 史上最強のスライトフィーバー, Shutainzu Gēto Shijō Saikyō no Suraito Fībā), écrit par Yuzuhana Morita, a débuté en février 2011 dans le magazine Comptiq, puis a été transféré dans le magazine Monthly Shōnen Ace en octobre 2011. Steins;Gate: Hiyoku Renri no Sweets Honey (STEINS;GATE 比翼恋理のスイーツはにー, Shutainzu Gēto Hiyoku Renri no Suītsu Hanī) est publié depuis août 2011 dans le magazine Comic Blade.
Une adaptation du drama CD, Steins;Gate: Aishin Meizu no Babel (STEINS;GATE 哀心迷図のバベル, Shutainzu Gēto Aishin Meizu no Baberu) est publié dans le magazine Ultra Jump entre le 15 mai 2012 et le 19 janvier 2014.

## Anime

### Séries télévisées
À la suite du succès du manga et du jeu, une adaptation en un anime de 24 épisodes a été réalisée. Elle a débuté le 6 avril 2011 pour se terminer le 14 septembre 2011. L'anime a été suivi d'une OAV sortie dans le dernier coffret DVD et Blu-ray. Lors d'une rediffusion en décembre 2015, l'épisode 23 propose différents changements pour introduire la ligne d'univers de la suite Steins;Gate 0.
L'adaptation de Steins;Gate 0 a débuté en avril 2018 et s'est terminée en septembre de la même année.

### Film d'animation
Un film du nom de Steins;Gate: Load Region of Déjà Vu est sorti le 20 avril 2013 au Japon. Le film a généré plus de 550 millions de yens de bénéfice au box-office japonais. Le film est sorti en DVD le 13 décembre 2013 au Japon.
Le film a été adapté en manga de deux volumes.

## Série en live-action
Une adaptation en série live par Skydance Media a été annoncée le 26 janvier 2020 lors de l'événement [S;G 10th anniversary].

## Drama CD
Trois drama CD ont été commercialisés respectivement le 31 mars 2010, le 28 avril 2010 et le 2 juin 2010. On les retrouve sous plusieurs types :
Les trois principaux :
- Drama CD α (Steins;Gate : Aishin Meizu no Babel ; STEINS;GATE『哀心迷図のバベル』) : centré sur Kurisu en personnage principal, ce drama CD nous met dans la peau de la jeune fille lorsqu'elle apprend qu'elle va bientôt mourir lorsque Rintaro retournera à la ligne beta. On en apprend beaucoup plus sur le passé de Kurisu et plus particulièrement la relation qu'elle entretenait avec son père avant de perdre le contact. Faris fait également partie des personnages récurrents de ce drama CD.
- Drama CD β (Steins;Gate : Mugen Enten no Arc Light ; STEINS;GATE 『無限遠点のアークライト』) : Mayuri est ici le personnage principal, cela se passe dans la ligne d'univers beta, où Rintaro tente de sauver Kurisu grâce à l'aide de Suzuha. Ce drama CD nous donne un avant goût du caractère déprimé dont Rintaro sera doté pour le futur Steins;Gate 0.
- Drama CD γ (Steins;Gate : Ankokujigen no Hyde ; STEINS;GATE『暗黒次元のハイド』) : retrace un scénario où Okabe se réveille un beau jour et fait partie des Rounders, il est alors accompagné de Kiryu Moeka et doit donner un sens à la ligne d'univers dans laquelle il se trouve.

D'autres drama CD ont vu le jour, dont 3 dans le magazine Comptiq (l'un mettant en scène Okabe pris dans un jeu type eroge créé par Daru où une Yandere Kurisu lui court après ; un autre où Suzuha tombe amoureuse de Daru et un dernier plus centré sur Okabe et Tennouji alias M.Braun). Des drama CD ont régulièrement vu le jour dans ces magazines, en plus des "officiels" sortis avec les éditions limitées des visuals novels originaux. Il existe une liste de drama CD portant le nom de chacun des LabMem, où chacun d'entre eux raconte un point de leur histoire personnelle.